# Super Mama Djombo

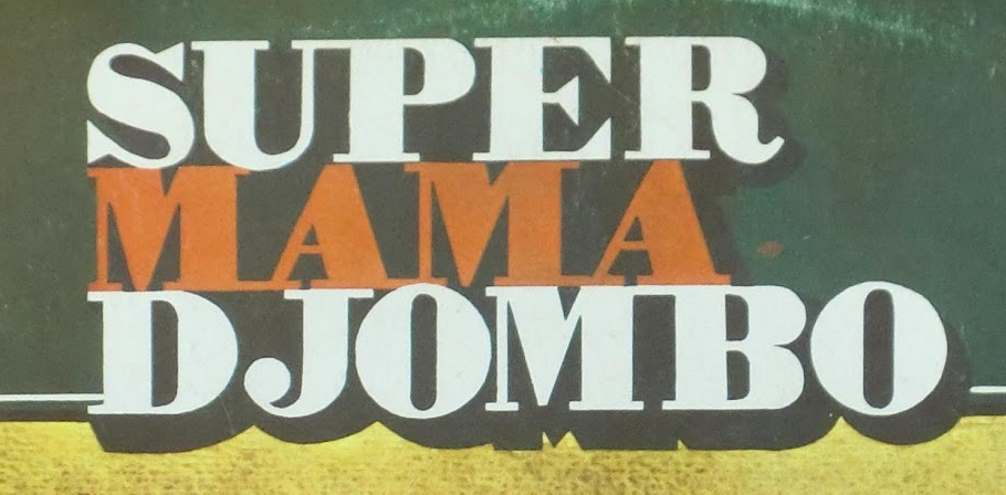

Super Mama Djombo var en musikgrupp från Guinea-Bissau i Västafrika som sjöng på en portugisisk kreol. Bandet bildades i mitten av 1960-talet på ett scoutläger, när medlemmarna bara var barn (den yngsta var sex år). De satsade seriöst, och röstade ut medlemmar som inte höll måttet när de blev allt bättre.
1974 kom den politiskt medvetne bandledaren Adriano Atchutchi med, och allt föll på plats för gruppen. Deras nya politiska medvetenhet passade utmärkt ihop med att Guinea-Bissau utropade sin självständighet 1974, och gruppen blev omåttligt populär i det unga landet. De brukade ofta spela vid president Luís Cabrals offentliga tal, och deras konserter sändes live i radion.
1978 reste gruppen till Kuba och uppträdde på den elfte ungdomsmusikfestivalen i Havanna. Tidigt 1980 åkte de till Lissabon och spelade in sex timmars material. Det första albumet Na cambança gavs ut samma år, och låten "Pamparida", som baserades på en barnvisa, blev en stor hit i hela Västafrika. 1980 störtades dock president Cabral, och den nya regimen under João Bernardo Vieira var repressiv och ointresserad av kultur. Bandet fick allt färre möjligheter att uppträda, och splittrades till sist 1986. 1993 spelade Adriano Atchutchi dock in soundtracket till filmen Udju Azul di Yonta under namnet Super Mama Djombo, med delar av det ursprungliga bandet.